# Wichita, Kansas
Wichita je največje mesto v ameriški zvezni državi Kansas. Po popisu leta 2010 je imelo 382.368 prebivalcev. Leži v južnem osrednjem Kansasu na reki Arkansas. Je sedež Okrožja Sedgwick in glavno mesto velemestnega območja Wichita.
V dvajsetih in tridesetih letih dvajsetega stoletja so poslovneži in letalski inženirji v Wichiti ustanovili podjetja za proizvodnjo letal, vključno z Beechcraftom, Cessno in Stearman Aircraft. Mesto je postalo središče proizvodnje letal, znano kot »svetovna prestolnica zraka«. Textron Aviation, Learjet, Airbus in Boeing/Spirit AeroSystems še naprej upravljajo konstruktorske in proizvodne obrate v Wichiti, mesto pa ostaja glavno središče ameriške letalske industrije.